# Hypericum pumilio
Hypericum pumilio är en johannesörtsväxtart som beskrevs av Joseph Friedrich Nicolaus Bornmüller. Hypericum pumilio ingår i släktet johannesörter, och familjen johannesörtsväxter. Inga underarter finns listade i Catalogue of Life.